# Vormsi (obec)
Obec Vormsi (estonsky Vormsi vald) je samosprávná obec náležející do estonského kraje Läänemaa. Její území tvoří ostrov Vormsi a několik okolních ostrůvků.
V obci se nachází Maják Harilaiu.